# Walentin Smirnow
Walentin Siergiejewicz Smirnow (ros. Валентин Сергеевич Смирнов; ur. 13 lutego 1986) – rosyjski lekkoatleta specjalizujący się w biegach średnich.
Złoty (2013) i brązowy (2011) medalista uniwersjady. Trzykrotnie reprezentował Rosję w drużynowych mistrzostwach Europy. Stawał na podium mistrzostw kraju. 
Rekord życiowy: bieg na 1500 metrów – 3:36,14 (24 lipca 2011, Czeboksary). 